# Tetrastichus agrili
Tetrastichus agrili är en stekelart som beskrevs av Crawford 1915. Tetrastichus agrili ingår i släktet Tetrastichus och familjen finglanssteklar. Inga underarter finns listade i Catalogue of Life.